# Zweibrüdermärchen
Das Zweibrüdermärchen ist ein frühneuägyptischer literarischer Text aus der Nach-Amarnazeit, der auf dem Papyrus D’Orbiney überliefert ist. Eine Episode des Märchens, der Verführungsversuch einer untreuen Ehefrau, weist Parallelen mit dem biblischen Josef auf.

## Papyrus D’Orbiney

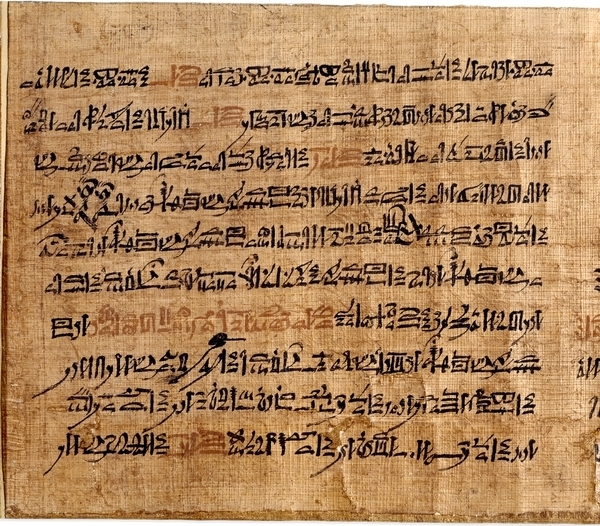
Abbildung eines Teils des Papyrus D’Orbiney mit Rubra

Der Papyrus D’Orbiney (Papyrus British Museum 10183) ist nach einer Engländerin benannt, die ihn 1851 im Kunsthandel in Paris erworben hatte. Der Papyrus ist in hieratischer Schrift verfasst, und der Text wird durch Rubra in 24 Teilabschnitte gegliedert.
Bislang ist der Papyrus D’Orbiney die einzige erhaltene Quelle des ägyptischen Zweibrüdermärchens. Aus dem Postskriptum und der Nennung des Prinzen und späteren Königs Sethos II. auf der Außen- (Verso) und Innenseite (Recto) der Papyrusrolle geht hervor, dass ein Schreiber Enene den Text in dieser Zeit niedergeschrieben hat. Dabei verweist er auf angebliche Quellen, den Schreiber des Schatzamtes Kagab, den Schreiber Hori und den Schreiber Mer-em-Ipet. Die Entstehungszeit der Vorlage des Märchens ist unsicher. Datierungen sind ab der Amarna-Zeit für möglich gehalten worden. Vieles deutet jedoch darauf hin, dass die Erzählung „auf spezifische Weise die Herabkunft des ramessidischen Königtums aus der Göttersphäre“ beschreibt. Gesichert ist nämlich, dass diese Erzählung über Anubis und dessen Bruder Bata auf einem Göttermythos beruht. Dies geht auch aus dem hieratischen Original hervor, wo die beiden Brüder mit einem Falken auf der Standarte, dem üblichen Götterdeterminativ, gekennzeichnet werden. Bata trägt Züge von Baal, der in Ägypten mit Seth gleichgesetzt wurde und für die Ramessiden nach Ausweis der 400-Jahr-Stele eine dynastische Schlüsselrolle spielte.

## Inhalt

### Schauplatz Ägypten
Ein kräftiger junger Mann namens Bata arbeitet auf dem Gehöft seines älteren Bruders Anubis, der ihn aufgezogen hat und inzwischen verheiratet ist. Bata verwaltet seinen Hausstand, verrichtet für ihn die Feldarbeit und hütet die Rinder. Nach dem Ablaufen der Nilschwemme, zur Zeit des Pflügens und der Aussaat, macht er sich zusammen mit seinem Bruder an die Feldarbeit. Einige Tage später, als sie neues Saatgut brauchen, schickt ihn Anubis ins Haus zurück. Dort trifft er auf die Frau des Anubis, die gerade frisiert wird. Sie schickt ihn in den Speicher, um das Saatgut zu holen. Als er schwer beladen zurückkehrt, findet er sie allein vor. Sie macht ihm Komplimente über seine Stärke und lädt ihn zu einem Schäferstündchen ein. Bata lehnt ab, verspricht aber, nicht über den Antrag zu reden, und kehrt zu seinem Bruder zurück. Die Frau des Anubis bekommt es mit der Angst zu tun und greift zur List. Als Anubis abends zurückkehrt, stellt sie sich krank und behauptet, dass ihr Bata einen unehrenhaften Antrag gemacht und sie geschlagen habe, weil sie ihm nicht zu Willen sein wollte. Anubis glaubt seiner Frau, will Bata töten und versteckt sich, mit einer Lanze bewaffnet, im Eingang des Stalles. Bata wird jedoch bei der Heimkehr von den Kühen, die er vor sich hertreibt, gewarnt und flieht. Anubis setzt ihm nach. Bata fleht zu dem Gott Re-Harachte, der daraufhin zwischen ihm und seinem Bruder ein Gewässer voller Krokodile entstehen lässt. Am Morgen erzählt Bata seinem Bruder, der noch immer durch das Gewässer von ihm getrennt ist, die wahre Geschichte. Zum Zeichen seiner Unschuld schneidet Bata sein Glied ab und wirft es ins Wasser, wo es von einem Wels verschluckt wird. Anubis, der ihm nun Glauben schenkt, hat Mitleid mit dem geschwächten Bata, kann ihn aber wegen der Krokodile nicht erreichen.
Bata erklärt seinem Bruder, dass er zum Tal der Zeder gehen will, wo er sich das Herz herausnehmen und auf die Blüte der Zeder legen will. Falls aber die Zeder gefällt werden sollte und ihm etwas zustößt, soll das Bier des Anubis überschäumen. Anubis soll ihn dann suchen und wiederbeleben. Danach kehrt Anubis nach Hause zurück und tötet die verleumderische Frau.

### Bata im Tal der Zeder im Libanon

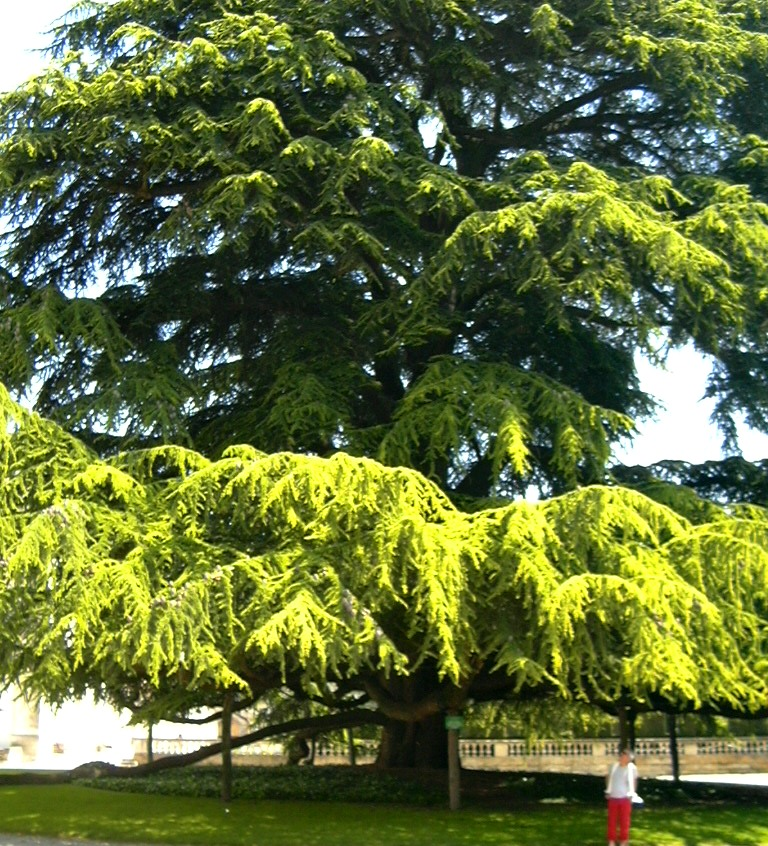
Libanon-Zeder

Bata zieht ins Tal der Zeder, legt sein Herz auf eine Zedernblüte und baut ein Haus. Die Neunheit von Heliopolis, die nach ihm sieht, beschließt, dass der Schöpfergott Chnum eine Frau für Bata erschaffen solle, damit er nicht allein ist. Bata liebt die schöne Frau, kann sie aber nicht besitzen. Er eröffnet ihr sein Geheimnis und warnt sie vor dem Meer. Als die Frau eines Tages aus dem Haus tritt, rollt das Meer hinter ihr her und verleitet die Zeder, sie festzuhalten. Die Zeder nimmt ihr eine Haarlocke, und das Meer trägt sie nach Ägypten, dorthin, wo die Wäscher des Pharao arbeiten. Diese können den Duft nicht aus den Kleidern waschen und werden gescholten. Schließlich finden sie die Haarlocke und legen sie dem König vor. Die königlichen Ratgeber glauben, dass die Locke einer Tochter Re-Harachtes gehört.
Der Pharao lässt nun überall nach der Frau suchen, auch im Tal der Zeder. Bata tötet die Soldaten, lässt aber einen am Leben, damit er berichten kann. Der Pharao schickt nun weitere Soldaten und Streitwagenkämpfer, sowie eine Frau, die Batas Gefährtin mit allerlei weiblichem Tand nach Ägypten locken soll. Es gelingt ihr tatsächlich, und Batas Gefährtin wird in den Harem des Pharao aufgenommen.
Sie erzählt dem König, der in Liebe zu ihr entbrannt ist, Batas Geheimnis. Der König schickt neue Soldaten aus, die die Zeder fällen und zerhacken. Bata stirbt.

### Verwandlungen

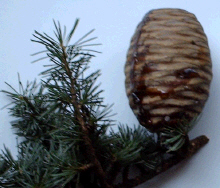
Zapfen der Libanonzeder

Anubis erfährt von Batas Tod, als abends sein Bier überschäumt. Er reist in das Tal der Zeder und findet Bata tot auf einer Liege. Danach sucht er drei Jahre lang vergeblich nach Batas Herz. Schließlich findet er es zu Beginn des vierten Jahres in Form einer Zedernfrucht. Er wirft das Herz in eine Schale frischen Wassers. Nachts erzittert Batas regloser Körper, und Anubis setzt ihm die Schale an den Mund. Batas Herz kehrt an seine Stelle zurück, und Bata erwacht zu neuem Leben.
Bata will sich an der untreuen Gefährtin rächen. Am Morgen verwandelt er sich in einen schönen Stier, und Anubis reitet auf dessen Rücken zum Hof des Königs. Beim Anblick des Stieres gerät der König in große Freude und beschenkt Anubis. Als sich Bata der untreuen Frau zu erkennen gibt, gerät sie in Angst. Da sie der König leidenschaftlich liebt, lässt sie ihn bei einem abendlichen Fest schwören, ihr einen Wunsch zu erfüllen, und verlangt, die Leber des Stieres zu essen. Der König ist traurig, erfüllt ihr aber den Wunsch und lässt den Stier schlachten, um ihn als Opfer darzubringen. Während der Bata-Stier auf den Schultern der Träger ruht, lässt er zwei Blutstropfen rechts und links vom Tor des Palastes fallen.
Aus Batas Blutstropfen wachsen während der Nacht zwei wunderschöne Bäume. Als der König auf einem goldenen Wagen aus dem Palast fährt, um die Bäume zu besichtigen, folgt ihm Batas ungetreue Gefährtin in einem zweiten Wagen. Bata gibt sich erneut zu erkennen, und sie sinnt wieder auf sein Verderben. Inzwischen ist sie zur königlichen Gemahlin aufgestiegen, und sie veranlasst den hörigen Pharao, die Bäume zu fällen, um daraus Möbel zu zimmern. Beim Zuschauen fliegt ihr ein Splitter in den Mund. Sie wird davon schwanger und gebiert einen Sohn, der niemand anderer ist als Bata. Der Pharao erkennt ihn als Thronfolger an.

### Ende
Nach dem Tod des Königs wird Bata sein Nachfolger. Bata hält nun Gericht über seine untreue Frau, die gleichzeitig seine Mutter ist (Kamutef-Prinzip). Er herrscht dreißig Jahre als König über Ägypten. Anubis, sein älterer Bruder, wird Batas Nachfolger.
Das Märchen endet mit einem Postskriptum des Schreibers.

## Deutungen
Anubis und Bata von Saka repräsentieren als Götter den 17. oberägyptischen Gau, den Schakalsgau. Insofern ist das Märchen ein profanierter Göttermythos. Im Märchen wird Bata von der Neunheit als „Stier der Götterneunheit“ angesprochen. Später verwandelt er sich in einen Stier. Tatsächlich wird Bata von Saka nach der 18. Dynastie als lokaler Stiergott verehrt.
Das märchenhafte Motiv, dass Anubis das Herz seines Bruders nicht finden kann, erklärt sich daraus, dass Pinien- und Zedernzapfen dem menschlichen Herzen ähneln.

## Parallelen

### Papyrus Jumilhac
Im spätzeitlichen „kulttopographischen“ Papyrus Jumilhac aus der Ptolemäerzeit wird noch einmal das Motiv von Batas Kastration aufgegriffen. Bedingt durch den mehr als 1000-jährigen Zeitabstand und die Herrschaft der Libyer, Nubier und Perser haben sich die Religionsvorstellungen gewandelt. Während Bata im Papyrus D’Orbiney noch osirianische Züge hat, wird er nun mit Seth, dem Feind des Osiris, gleichgesetzt. In Anlehnung an den Horus-Mythos von Edfu verfolgt Anubis den Seth. Nachdem ihn Anubis überwältigt hat, wird er zur Strafe von Anubis entmannt und verschmilzt anschließend mit Bata zu Seth-Bata.

### Attis-Mythos
Bei ihrer Aufarbeitung der Märchenmotive, der Typologie und Parallelen weist Emma Brunner-Traut in Anlehnung an Stith Thompson und andere Märchenforscher auch auf den Agdistis- und Attismythos hin, wo die Kastration und die Verwandlung der Blutstropfen aufgegriffen wird. Hier ist noch ungenügend erforscht, ob dies ein archetypisches Motiv ist oder tatsächlich auf ägyptischen Einfluss zurückgehen könnte. So betont Brunner-Traut, dass es sich im Zweibrüdermärchen um einen ursprünglich ägyptischen Stoff handelt, wobei sie frühe Wechselwirkungen ausschließt.

### Josef
Auch die Geschichte des biblischen Patriarchen Josef (Gen 39,1-20 ) weist Parallelen zum Zweibrüdermärchen auf. Josef, der als Sklave im Haus des Potifar dient, wird wie Bata als Verwalter über den ganzen Hausstand eingesetzt. Potifars Frau hat ein Auge auf Josef geworfen und will ihn verführen. Josef weigert sich mit ähnlichen Worten wie Bata. Er flieht hinaus, lässt aber sein Gewand in der Hand der ehebrecherischen Frau, die ihn daraufhin bei Potifar und dem Gesinde wegen versuchter sexueller Nötigung verleumdet. Potifar wird zornig, tötet aber Josef anders als im Zweibrüdermärchen nicht, sondern lässt ihn in den Kerker werfen.

## Textausgaben
- Georg Möller: Hieratische Lesestücke für den akademischen Gebrauch. Teil II, Hinrichs, Leipzig 1927, S. 1–20.
- Emma Brunner-Traut: Altägyptische Märchen. Diederichs, Düsseldorf/ Köln 1963 (Freie Übersetzung).
- Alan H. Gardiner: Late Egyptian Stories.  Brüssel 1973, 9–30a, (Hieroglyphische Transkription).
- Wolfgang Wettengel: Die Erzählung von den beiden Brüdern: Der Papyrus d'Orbiney und die Königsideologie der Ramessidenzeit, Freiburg, Schweiz/Göttingen: Universitätsverlag/Vandenhoeck & Ruprecht 2003. Vollständiger ägyptischer Text in Umschrift und deutsche Übersetzung